# Hirschberg (Kaufunger Wald)
Der Hirschberg ist mit 643,4 m ü. NHN der höchste Berg im Kaufunger Wald. Er liegt bei Großalmerode insbesondere im Werra-Meißner-Kreis und mit Hangteilen im Landkreis Kassel – beide in Hessen (Deutschland). Im Fulda-Werra-Bergland gehört er zum Osten der sich an die eigentliche Hochfläche des Kaufunger Waldes nach Süden anschließenden Söhre.

## Geographie

### Lage
Der Hirschberg erhebt sich im Nordosten von Nordhessen im Werra-Meißner-Kreis; unterhalb von etwa 560 m Höhe gehören sein Nord- und Nordwesthang zum Landkreis Kassel. Er liegt im Geo-Naturpark Frau-Holle-Land (Werratal.Meißner.Kaufunger Wald), knapp 2,5 km südwestlich der Kernstadt von Großalmerode, knapp 2 km nordwestlich von Rommerode (südlicher Stadtteil von Großalmerode) und etwa 2 km (Entfernungen jeweils Luftlinie) südöstlich von Wickenrode (östlicher Gemeindeteil von Helsa). Die nächste Großstadt ist das etwa 20 km nordwestlich gelegene Kassel.
Zu den Nachbarbergen des Hirschbergs gehören der Giesenberg (526,8 m) im Nordnordwesten, der Steinberg (588,75 m) im Nordnordosten mit den Steinbergseen und dem jenseits davon befindlichen Bilstein (641,2 m), der Exberg (505,5 m) im Südosten mit den beiden Exbergseen und der Rohrberg (535,6 m) im Südwesten.
Auf dem Nordwesthang des Hirschbergs entspringt die Wedemann, die in die Losse mündet, unweit südöstlich des Bergs die Wehre und am Pfaffenberg – dem Nordausläufer des Bergs – die Gelster, die jeweils Zuflüsse der Werra sind.

### Geomorphologie
Die Basaltkuppe des Hirschbergs ist ein fast kreisrundes Plateau, das oberhalb der 600-m-Höhenlinie etwa 1 km Durchmesser hat. Darauf befinden sich zwei etwa 450 m voneinander entfernte und sanft ansteigende Kuppen – mit Höhen in Meter (m) über Normalhöhennull (NHN):
- Nordwestkuppe: 643,4 m (⊙)[1]
- Südostkuppe: 637,8 m (⊙)[1]

### Naturräumliche Zuordnung
Der Hirschberg (Nr. 357.700) gehört in der naturräumlichen Haupteinheitengruppe Osthessisches Bergland (35), in der Haupteinheit Fulda-Werra-Bergland (357) und in der Untereinheit Kaufunger Wald und Söhre (357.7) überwiegend zum Naturraum Söhre (357.70). Sein Ost- und Südosthang fällt in den zur Untereinheit Witzenhausen-Altmorschener Talung (357.5) zählenden Naturraum Rommeroder Hügelland (357.53) ab.

## Landschaftsbild
Die Hochlagen des Hirschbergs sind stark bewaldet. Es gibt aber abgesehen von den durch Braunkohleabbau an seinen Hängen entstandenen Tagebaugruben im südwestlichen Plateaubereich eine Lichtung mit etwa 140 bis 165 m Durchmesser und an anderen Stellen ein paar kleinere. Auf dem Osthang liegt eine etwa 550 mal 250 m große Lichtung. Im Nord- und Südwesten liegen am Fuße des Berges die zwei Teilflächen des FFH-Gebietes Hirschberg- und Tiefenbachwiesen.

## Geschichte
Seit (mindestens?) 1690 wurde am Hirschberg ein intensiver Braunkohle-Tagebau betrieben, was an den Abbaugebieten an seinen nördlichen Hängen zu erkennen ist. Am 3. Oktober 2003 wurde die Zeche Hirschberg geschlossen; dies war das Ende des nordhessischen Kohlebergbaus.

## Verkehrsanbindung und Wandern
Nördlich vorbei am Hirschberg verläuft zwischen Wickenrode und Großalmerode die Bundesstraße 451 (Wickenrode–Großalmerode), östlich und südlich die Landesstraße 3225 (Großalmerode–Rommerode–Friedrichsbrück) und südwestlich die L 3400 (Friedrichsbrück–Helsa). Zu erreichen ist das Bergplateau, auf das keine Straßen führen, zum Beispiel von den vorgenannten Ortschaften kommend auf durch meistens bewaldete Landschaft verlaufenden Wanderwegen.